# Букалов Микола Митрофанович
Микола Митрофанович Букалов (? — 1937) — міський голова Одеси у 1935-37 роках.
Був одним з 3-х голів Одеської міськради репресованих і розстріляних у 1937 році, разом із О. Ф. Довбишем і М. Н. Рощенюком.

## Життєпис
Народився на Донбасі у родині залізничника. Українець
Бул членом КП(б)У з 1925 року. Після Громадянської війни брав участь у боротьбі з бандитизмом на окраїнах Чернігова.
З 1928 по 1933 рік був секретарем райкомів в декількох районах Одеської області.
З 1933 по 1935 рік був замкерівника Укрконсервтресту.
Займав посаду голови Одеської міськради з 6 липня 1935 року. Був зміщений весною 1937-го. Страчений 25 вересня 1937 року.

## Родина
Батько — Митрофан Павлович Букалов, народився в с. Кшень Курської обл. Жив і працював в Артемівську (Бахмут). Взимку 1937-го року НКВДшники дібрались і до нього, на той час безпартійного 59-літнього начальника дистанції колії Північно-Донецької залізниці.  Був арештований 20 грудня 1937 р. і скоро «трійка» дала вирок на розстріл з конфіскацією майна.